# Flardingue

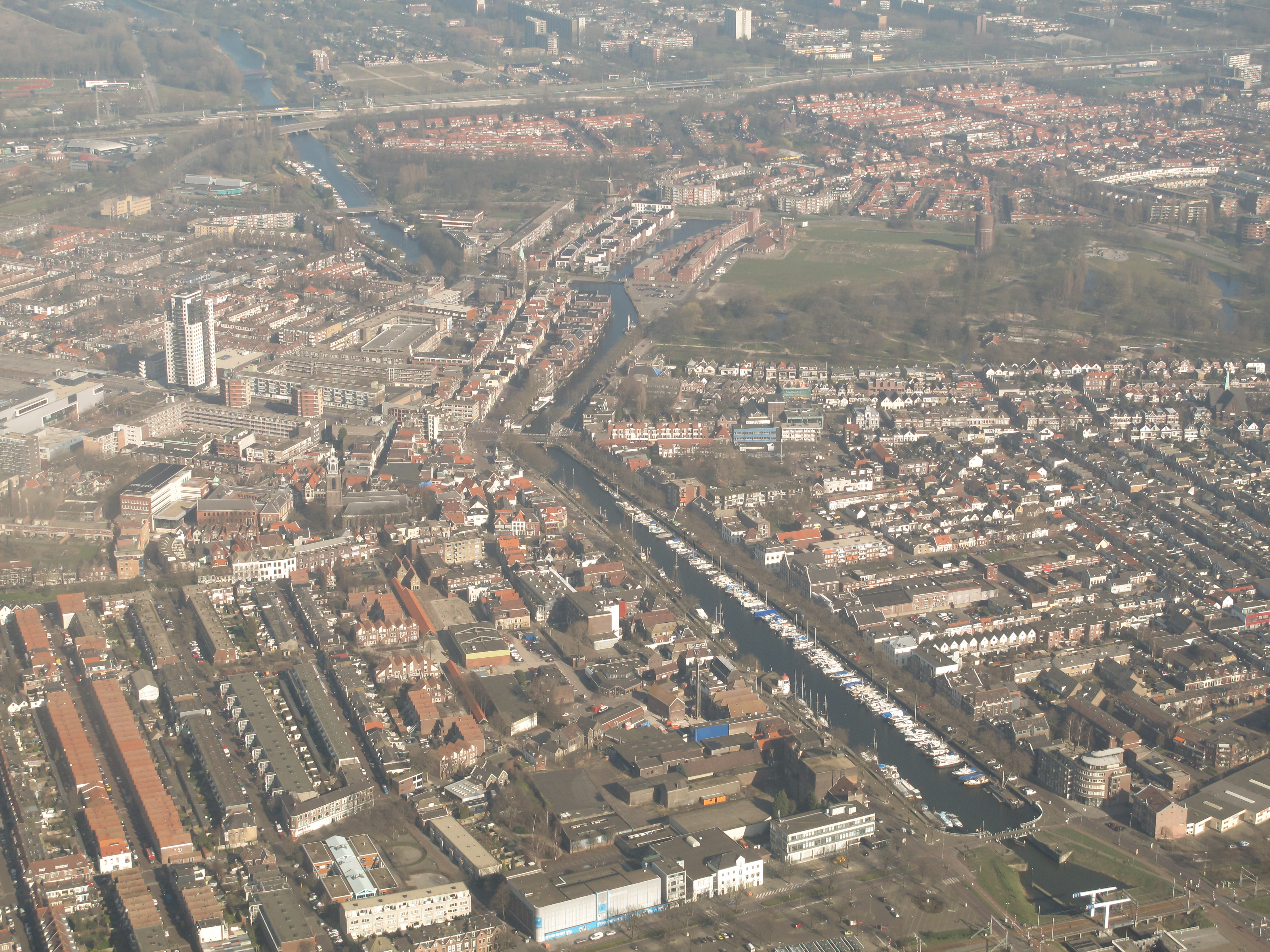
Vue aérienne du centre-ville de Flardingue

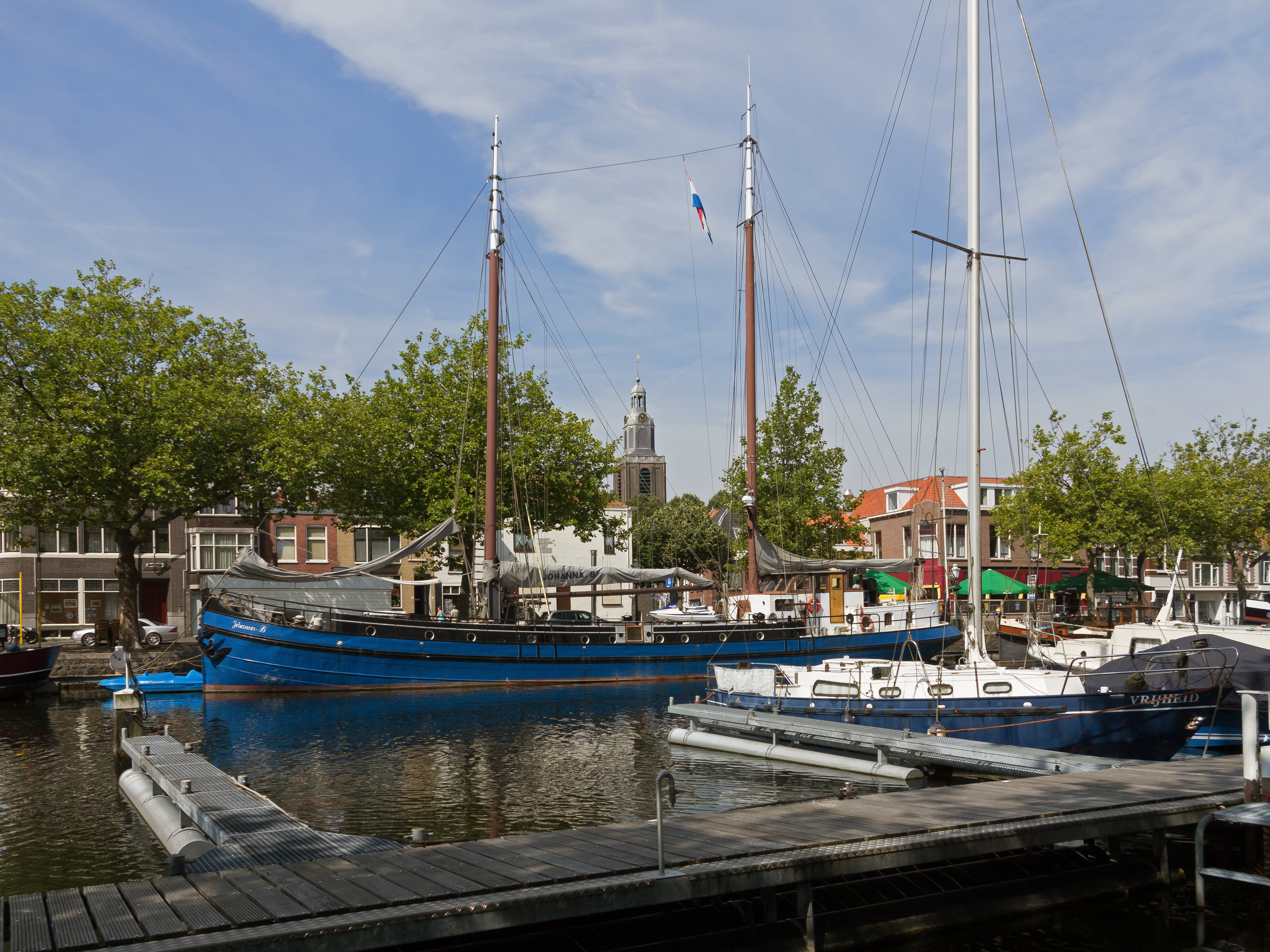
Vlaardingen, vue sur le port de Flardingue

Flardingue (en néerlandais : Vlaardingen ) est une ville et une commune néerlandaise en Hollande-Méridionale située sur la Nouvelle Meuse. La commune fait partie du partenariat collaboratif de la région urbaine de Rotterdam et la région métropolitaine de Rotterdam-La Haye.
Le 1er mai 2014, la commune comptait 71 338 habitants et une superficie de 26,69 km2 (dont 23,64 km2 de terre et 3,05 km2 d'eau), selon le Bureau central de la statistique (CBS).
Flardingue est surtout connue comme la ville du hareng des Pays-Bas. La pêche (aux harengs, aux anchois et aux cabillauds) n'est cependant plus pratiquée. Toutefois, le passé de la pêche y est encore reconnaissable, en particulier autour du Vieux-Port (nl) et du port de la Reine Wilhelmine (nl). Un monument sur la Grote Visserijplein (« place de la Grande Pêche ») de Govert van Brandwijk rappelle les nombreux pêcheurs qui ont perdu la vie en mer.

## Géographie

### Situation
Elle est située sur la rive nord de la Nouvelle Meuse, à son confluent avec la Vieille Meuse, et est séparée de Schiedam par une autoroute. Elle est voisine de Maassluis à l'ouest, et Midden-Delfland à le nord-ouest.

### Quartiers
Flardingue est divisé en huit quartiers ou districts (wijken), les quartiers portent également les chiffres indiqués ici :
1. Centre (Centrum)
2. Westwijk
3. Vettenoordse Polder
4. Est (Oost)
5. Vlaardinger-Ambacht
6. Holy-Sud (nl) (Holy-Zuid)
7. Holy-Nord (nl) (Holy-Noord)
8. Broekpolder (nl)

### Communes limitrophes
|           | Midden-Delfland |          |
| Maassluis | Flardingue      | Schiedam |
|           | Rotterdam       |          |

## Histoire

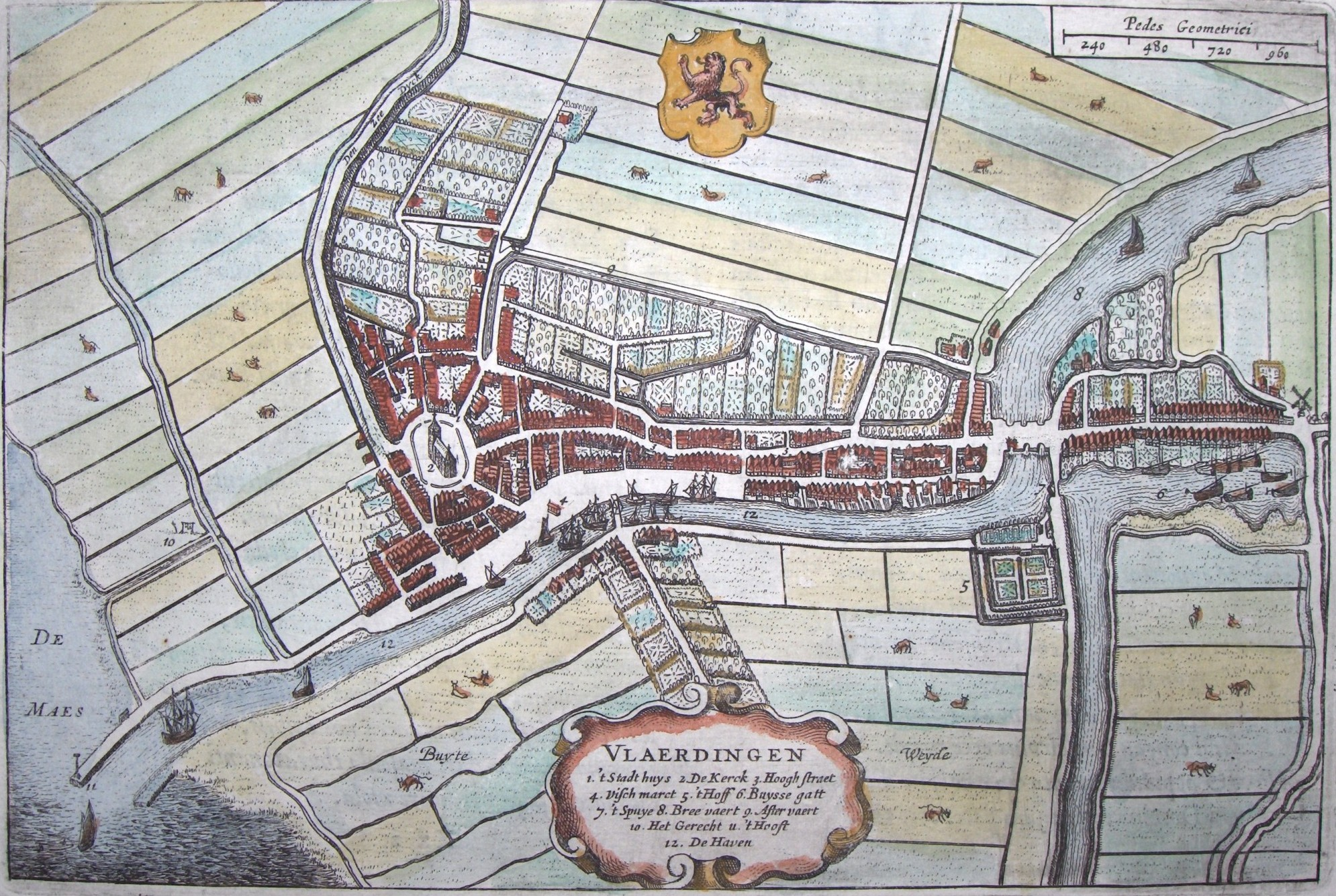
Plan de Flardingue vers 1649 par Johannes Blaeu.

Flardingue ou Vlaardingen (en latin : Flenium) était une place forte édifiée peu avant 1018 par le comte Thierry III de Hollande. Ce dernier, par la bataille de Flardingue, battit l'armée du duc Godefroy II dépêchée par l'empereur Henri II. Elle fut la capitale du comté de Hollande sous les règnes de Thierry V et de Florent II. La ville reçut des droits municipaux en 1273.
Flardingue devint plus tard un centre de chantiers navals, et un port d'importance pour la pêche au hareng. L'activité de la pêche fut abandonnée après la Seconde Guerre mondiale.
Une découverte archéologique récente effectuée lors de la construction de l'échangeur autoroutier Blakenburg, permet d'apporter des connaissances sur l'histoire de cette localité. Un panier de vannage, daté de 300 avant notre ère, indique qu'au-delà de l'élevage, les agriculteurs qui vivaient dans la région à l'âge du fer ont aussi cultivé des céréales. Des zones de peuplement et des vestiges de fermes de cette époque avaient déjà été découverts lors de fouilles dans les tourbières.

## Politique et administration

### Conseil communal
Le conseil communal de Flardingue comprend 35 sièges.
Le tableau ci-dessous donne les résultats des élections communales à partir de 2006 :
| Parti                                                               | 7 mars 2006 35 sièges | 3 mars 2010 35 sièges | 19 mars 2014 35 sièges |
| ------------------------------------------------------------------- | --------------------- | --------------------- | ---------------------- |
| Parti socialiste (SP)                                               | 4                     | 3                     | 5                      |
| VV2000/Leefbaar Vlaardingen (« Flardingue vivable »)                | 3                     | 6                     | 5                      |
| Parti travailliste (PVDA)                                           | 12                    | 6                     | 4                      |
| Appel chrétien-démocrate (CDA)                                      | 5                     | 3                     | 3                      |
| Démocrates 66 (D66)                                                 | -                     | 2                     | 3                      |
| Union chrétienne/Parti politique réformé (SGP)                      | 2                     | 2                     | 3                      |
| AOV (nl)/OPA (nl)                                                   | 1                     | 1                     | 3                      |
| ONS Vlaardingen                                                     | -                     | -                     | 3                      |
| Gauche verte                                                        | 3                     | 4                     | 2                      |
| Parti populaire libéral et démocrate (VVD)                          | 4                     | 4                     | 2                      |
| Intérêts de la ville de Flardingue (Stadsbelangen Vlaardingen, SBV) | 1                     | 2                     | 2                      |
| Fiers des Pays-Bas (TON)                                            | 0                     | 2                     | -                      |

### Collège du bourgmestre et des échevins
Le collège du bourgmestre et des échevins de 2014 à 2018 a été installé le 24 avril 2014 et est composé d'une coalition du Parti socialiste, du Parti travailliste, de l'Appel chrétien-démocrate, des Démocrates 66 et l'Union chrétienne/Parti politique réformé. La composition du collège est :
| Collège du bourgmestre et des échevins (2014-2018) | Collège du bourgmestre et des échevins (2014-2018)                                                                         |
| -------------------------------------------------- | --- |
| Bourgmestre (par intérim)                          | Bert Blase (nl) (PvdA) / Annemiek Jetten (nl) (PvdA)                                                                       |
| Échevins                                           | 1. Hans Versluijs (PvdA) 2. Cees Oosterom (CDA) 3. Arnout Hoekstra (SP) 4. Ruud De Vries (D66) 5. Ruud Van Harten (CU/SGP) |
| Secrétaire communal                                | Cees Kruyt |

### Jumelages
- Moravská Třebová (Tchéquie) depuis 1992[2]

## Personnalités
- Arnold Hoogvliet (1687-1763), poète y est né et mort.
- Karen Mulder (1970-), mannequin et top-modèle y est née.
- Mark Huizinga (1973-), champion olympique de judo.

## Galerie

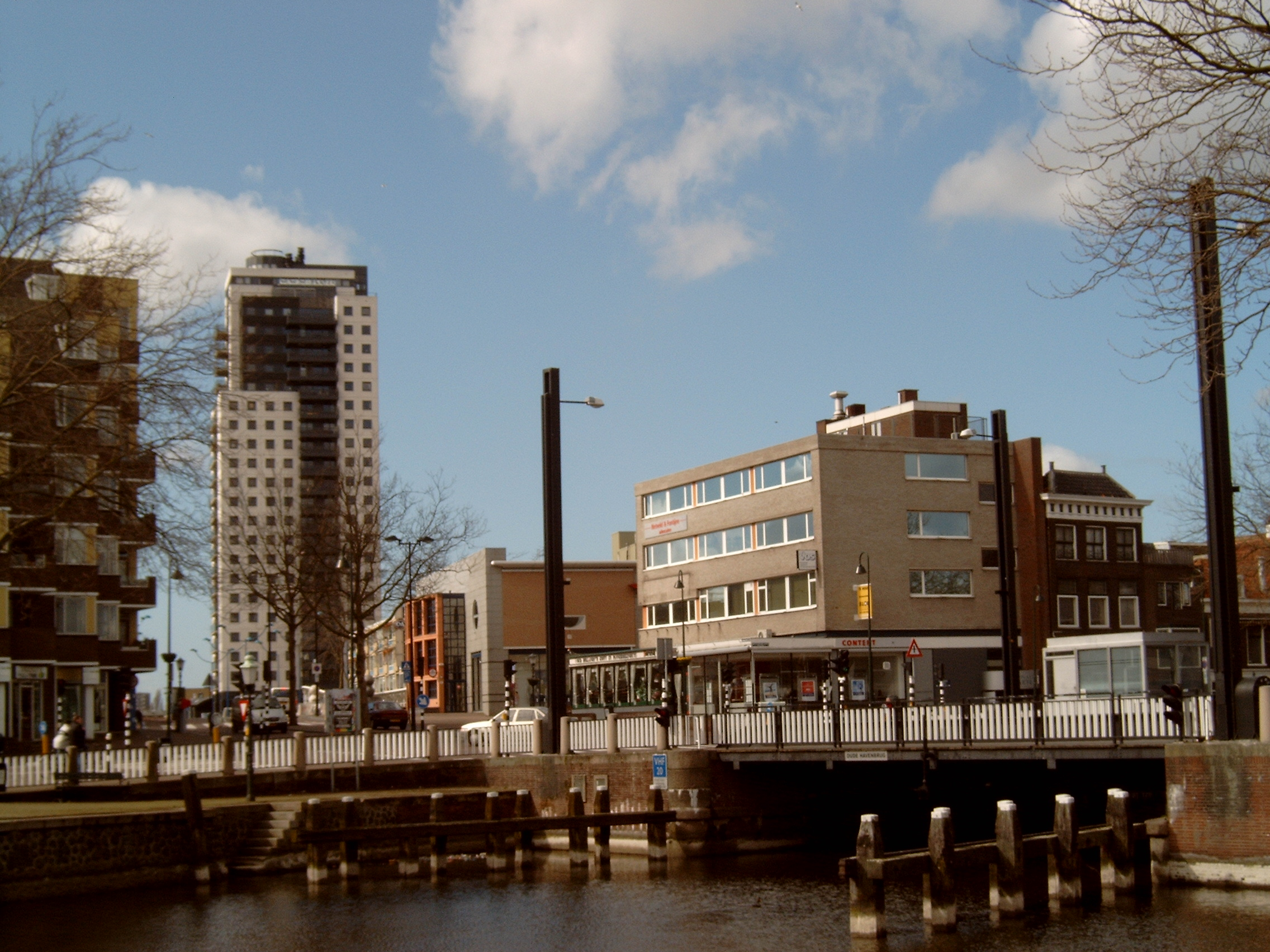
Le vieux pont du Port à Flardingue
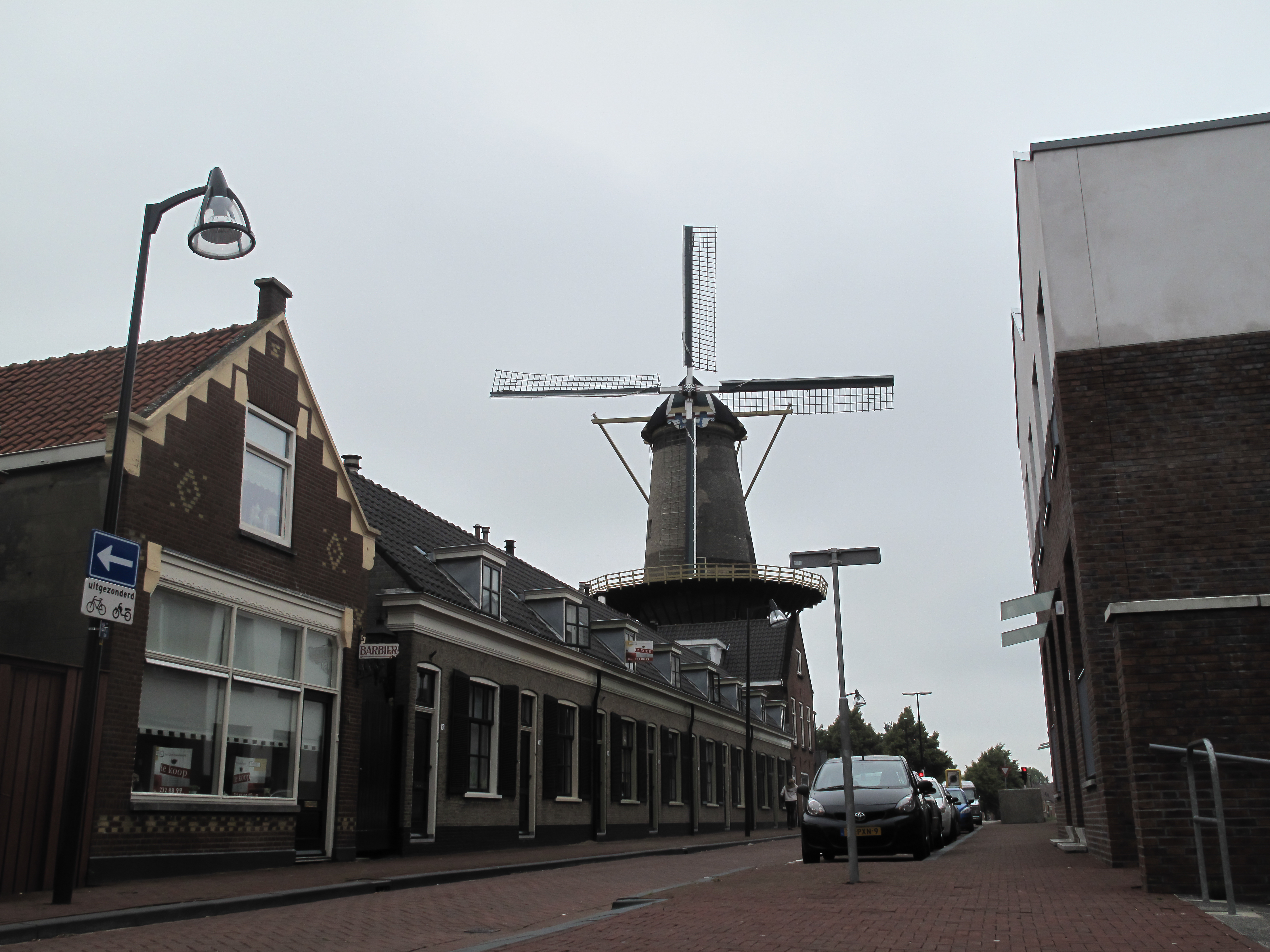
Flardingue, vue sur la rue avec le moulin Aéolus
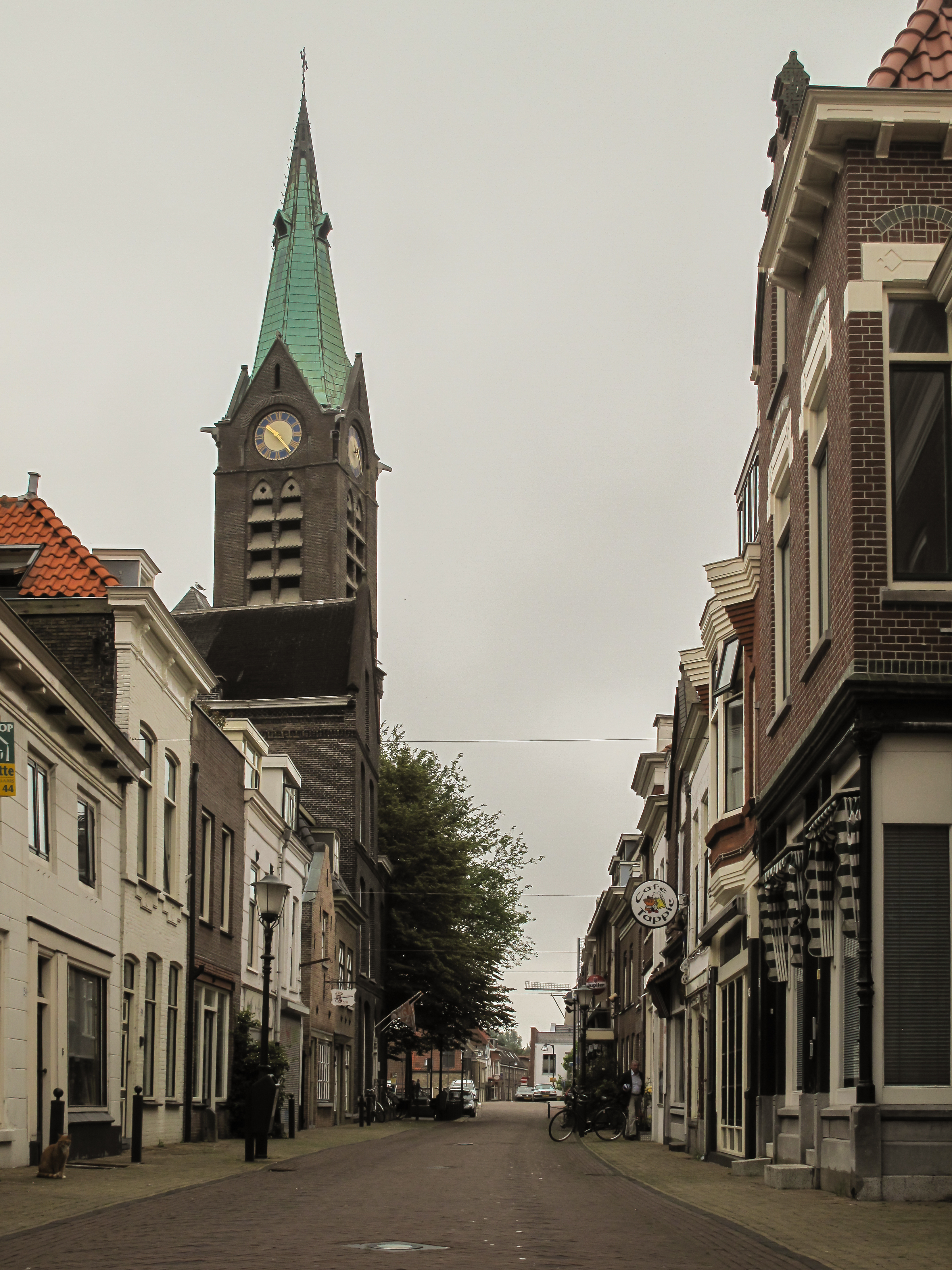
Vue sur la rue avec l'église Saint-Lucas de Flardingue